# 웅왕

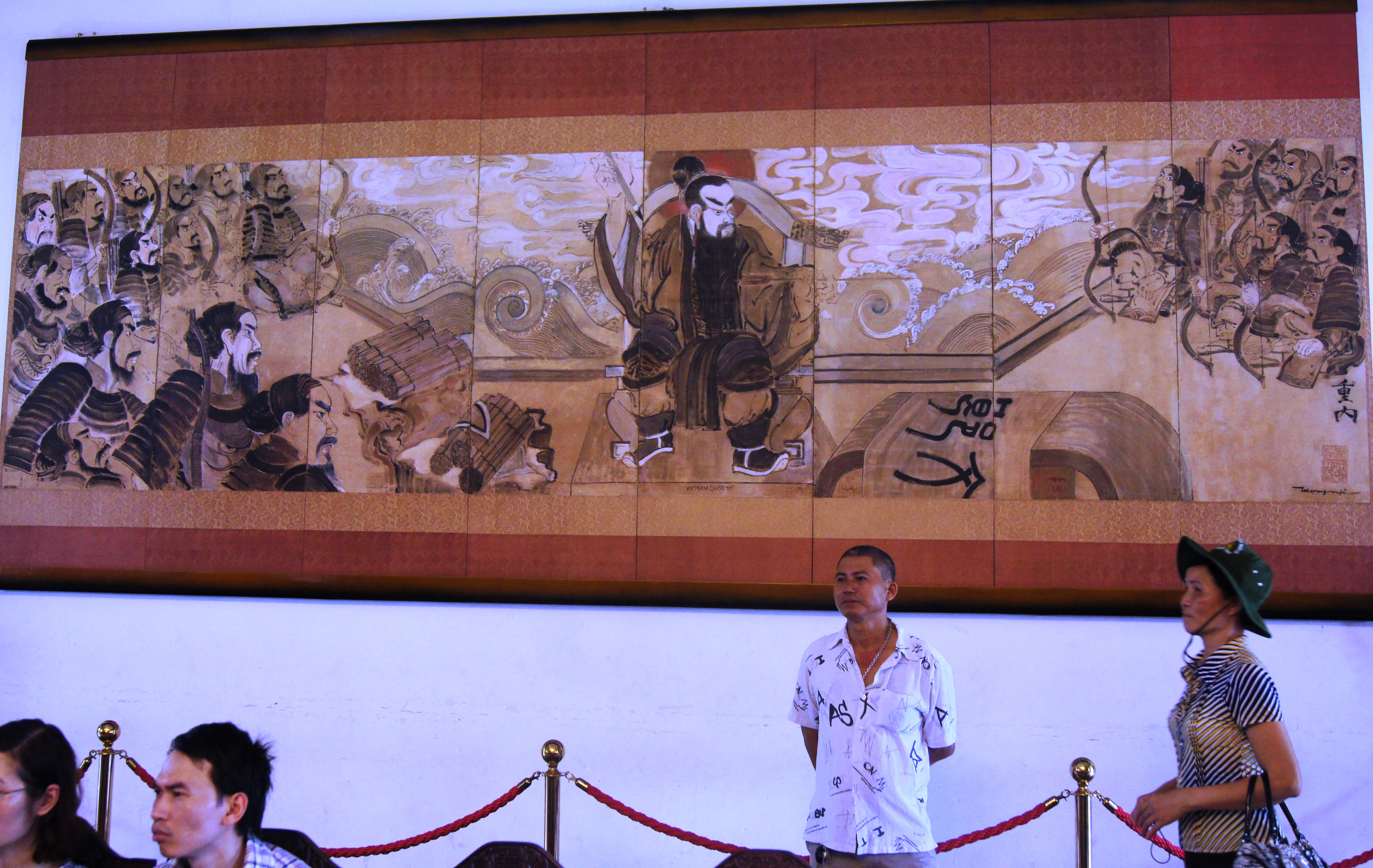
"Quốc tổ Hùng Vương" by Trọng Nội, 1966, 호치민 시티 독립궁에 걸려있는 "꾸옥또 훙브엉" (1966년, Trọng Nội 작품)

웅왕(雄王, 베트남어: Hùng Vương 훙브엉[*])은 홍방시대에 락비엣인들이 세운 반랑의 군주 칭호이다. 한반도의 역사와 비교하자면 단군과 같은 개념이다.

## 같이 보기
- 홍방